# 克尔克拉雷利省
克尔克拉雷利省（土耳其语：Kırklareli il）是位于土耳其最西北部黑海沿岸畔、与保加利亚接壤的一个省，6,056平方公里，首府克尔克拉雷利。